# 2023年乍得宪法公投
2023年12月17日，乍得就新宪法举行了宪法公投。该宪法草案在2021年总统伊德里斯·代比去世后拟定，并已于2023年6月27日获得国家过渡委员会批准。公投的初步结果于2023年12月24日公布，并于12月28日经乍得最高法院确认生效。

## 背景
自2021年4月总统伊德里斯·代比去世以来，乍得一直由其子穆罕默德·代比的军政府领导。该国于2021年至2022年间由过渡军事委员会执政，随后由国家过渡委员会接替，目的是将乍得过渡为文官执政及民主制度。乍得军事当局将此次宪法公投描述为推动国家向民主过渡的重要一步，为2024年举行选举铺平道路。

## 公投活动

### 支持
此次宪法公投中的“支持”选项得到了由穆罕默德·代比将军领导的军事主导国家过渡委员会支持，此外前执政党爱国拯救运动和由总理萨利赫·凯布扎博领导的主要反对党乍得国家民主联盟亦支持新宪法。
一些支持公投的人士认为，该宪法赋予乍得人民更多自由和自主权，使他们可以自行选举地方代表。也有人反对“反对”阵营要求将乍得改为联邦制国家的主张，认为这将“把乍得分裂成若干个微型国家”。

### 反对
部分小型反对派和叛乱团体支持在宪法公投中投下“反对”票，更有甚者表示将抵制此次公投。抵制者指出军政府在公投过程中掌握过多控制权，还称此次投票是幌子，其目的是让军事领导层继续掌控乍得政权。国际关系专家菲德尔·阿马基耶·奥乌苏也认为，此次公投是为了给穆罕默德·代比的统治提供合法性。
大多数“反对”阵营人士反对新宪法中维持中央集权的体制，转而主张建立联邦制国家，认为中央集权体制未能推动国家发展。乍得记者与记者网络在2023年初进行的一项调查显示，71%的乍得人支持联邦制。尽管如此，新宪法仍保留单一制国家结构，但下放了一部分权力至地方政府和经选举产生的地方代表。

## 投票执行
此次公投因在选民登记过程及用于实施公投的基础设施和技术审查方面缺乏透明而受到批评。

## 拟议的修改和内容
新草案旨在复刻1996年宪法的要素，其中重要条款如下：
- 乍得被界定为一个实行分權的单一制国家，採半总统制的政府体制（此举撤销了2018年宪法中确立的完全总统制变更）。
- 宪法草案确认设立参议院，即立法机关的上议院，该机构早在2018年宪法中被设想设立，但一直未实施。
- 司法独立性得到加强，司法最高委员会的主席将由最高法院院长担任（根据现行宪法，最高法院院长仅为第二副主席，位列总统和司法部长之后）。
- 国家选举管理局将被设立为一个独立且常设的机构，负责所有选举及公投相关事务。它将取代此前直接隶属于政府的国家独立选举委员会。
- 高等司法法院（此前为最高法院的一个分庭）将再次成为独立机构。该法院为唯一有权审判共和国总统、主要机构负责人、政府成员及其同谋（在叛国等重大案件中）的司法机构。
- 宪法委员会（此前为最高法院的第三分庭）将恢复其权力，负责“审查法律、国际条约与协定、组织法以及涉及公共自由和基本权利的其他法律的合宪性”。该委员会还负责为当选总统主持就职宣誓、裁决全国性选举争议，并调解国家机构运作及公共权力机关活动的合法性。
- 设立独立的行政机构－国家人权委员会，旨在促进和保障人权与基本自由。
- 共和国调解员将被设立为“一个独立的行政机构，负责协助和平解决冲突，受理关于公共行政、自主社区、公共机构及其他履行公共服务职能实体运作方面的投诉”。

## 投票结果
2023年12月24日，根据乍得宪法公投组织全国委员会的数据显示，“支持”选项以86%的得票率获采纳，而“反对”选项的得票率仅为14%。12月28日，乍得最高法院正式确认了这一结果。
| 選擇                   | 選擇               | 票数      | %      |
| ---------------------- | ------------------ | --------- | ------ |
| 支持                   | 支持               | 4,220,365 | 85.90  |
| 反对                   | 反对               | 692,804   | 14.10  |
| 总共                   | 总共               | 4,913,169 | 100.00 |
|                        |                    |           |        |
| 有效票数               | 有效票数           | 4,913,169 | 94.87  |
| 无效及空白票数         | 无效及空白票数     | 265,445   | 5.13   |
| 总票数                 | 总票数             | 5,178,614 | 100.00 |
| 已登记选民／投票率     | 已登记选民／投票率 | 8,237,768 | 62.86  |
| 资料来源：Cour suprême |                    |           |        |